# Méray-Horváth Róbert
Méray-Horváth Róbert (Budapest, 1922. április 25. – Budapest, 1945. január 7.) magyar pilóta, vitorlázórepülő, síelő.

## Életpályája
Sírja a Farkasréti temetőben található (52-7-21), és 2004-től védett.

## Eredményei
- 1942-ben, Méray Horváth Róbert Hármashatárhegyen 33-órás időtartamrekordot repült.
- 1943-ban Méray Budapest-Kolozsvár között, a 365 km útvonalon, új távrepülési rekordot állított fel.